# Astaenomoechus solisi
Astaenomoechus solisi är en skalbaggsart som beskrevs av Henry Fuller Howden och Gill 2003. Astaenomoechus solisi ingår i släktet Astaenomoechus och familjen Hybosoridae. Inga underarter finns listade.